# نوباء بحرية
نوباء بحرية (الاسم العلمي:Alternaria maritima) هو نوع من الفطريات يتبع جنس النوباء من الفصيلة البوغيانية.